# Ганс-Адольф Ізермеєр
Ганс-Адольф Ізермеєр (нім. Hans-Adolf Isermeyer; 1 січня 1920 — 1 лютого 2000) — німецький офіцер-підводник, оберлейтенант-цур-зее крігсмаріне.  

## Біографія
1 жовтня 1938 року вступив на флот. З 24 травня 1941 року — 2-й, з червня 1942 року — 1-й вахтовий офіцер на підводному човні U-752. У вересні-листопаді 1942 року пройшов курс командира човна. З 23 листопада 1942 по 30 вересня 1943 року — командир U-80. З жовтня 1943 року — навчальний офіцер в 23-й флотилії. В квітні 1945 року направлений на будівництво U-2562, проте човен не був завершений.

## Звання
- Кандидат в офіцери (1 жовтня 1938)
- Морський кадет (1 липня 1939)
- Фенріх-цур-зее (1 грудня 1939)
- Оберфенріх-цур-зее (1 серпня 1940)
- Лейтенант-цур-зее (1 квітня 1941)
- Оберлейтенант-цур-зее (1 січня 1943)